# Kanonierki typu Ardent
Kanonierki typu Ardent – typ francuskich okrętów klasyfikowanych jako kanonierki lub awizo z okresu I wojny światowej i dwudziestolecia międzywojennego. W latach 1915–1917 w siedmiu stoczniach zbudowano 23 okręty tego typu. Jednostki weszły w skład Marine nationale w latach 1916–1917 i wzięły udział w działaniach wojennych, operując na Atlantyku i Morzu Śródziemnym. Większość jednostek została wycofanych ze służby w okresie międzywojennym, a cztery dotrwały do II wojny światowej.

## Projekt i budowa
Okręty typu Ardent zostały zamówione na podstawie wojennego programu rozbudowy floty francuskiej z 1916 i 1917 roku. Klasyfikowane były początkowo jako kanonierki do zwalczania okrętów podwodnych (fr. Canonnières contre sous-marins). Później we Francji klasyfikowano je jako awiza 2. klasy . Okręty były w zasadzie identyczne z awizami typu Friponne, różniąc się głównie rodzajem siłowni: jednostki typu Ardent wyposażono w maszyny parowe (w wielu przypadkach zdemontowanych z wycofanych ze służby przybrzeżnych torpedowców), zaś na kanonierkach typu Friponne zastosowano silniki wysokoprężne. Wszystkie miały kliprowe dzioby, różniąc się kształtem nadbudówek i wyposażeniem. 
Spośród 23 okrętów typu Ardent trzy zbudowane zostały w stoczni Arsenal de Brest w Breście, trzy w stoczni Arsenal de Rochefort w Rochefort, pięć w stoczni Chantiers et Ateliers de Provence w Port-de-Bouc, trzy w stoczni Forges et Chantiers de la Gironde w Bordeaux, dwa w stoczni Société Nouvelle des Forges et Chantiers de la Méditerranée w La Seyne-sur-Mer, dwa w stoczni Ateliers et Chantiers de la Loire w Saint-Nazaire, a pięć w stoczni Arsenal de Lorient w Lorient . Stępki jednostek położono w latach 1915-1917, a zwodowane zostały w latach 1916–1917 .
| Okręt         | Stocznia         | Początek budowy | Wodowanie     | Wejście do służby | Los jednostki                                                                |
| ------------- | ---------------- | --------------- | ------------- | ----------------- | ---------------------------------------------------------------------------- |
| „Agile”       | Brest            | 1916            | 1916          | 1916              | wycofany w 1933                                                              |
| „Alerte”      | Rochefort        | 1916            | 1916          | 1916              | wycofany w 1936                                                              |
| „Ardent”      | Brest            | 1916            | 5 marca 1916  | 1916              | wycofany w 1936                                                              |
| „Audacieuse”  | Port-de-Bouc     | 1916            | 1917          | 1917              | złomowany w 1940                                                             |
| „Batailleuse” | Port-de-Bouc     | 1916            | 1917          | 1917              | zatopiony jako okręt-cel w 1938                                              |
| „Belliqueuse” | Bordeaux         | 1916            | 1916          | 1916              | wycofany w 1928                                                              |
| „Boudeuse”    | La Seyne-sur-Mer | 1916            | 1916          | 1916              | wycofany w 1920, sprzedany Rumunii                                           |
| „Capricieuse” | Saint-Nazaire    | 1916            | 1916          | 1916              | wycofany w 1934                                                              |
| „Courageuse”  | Rochefort        | 1916            | 1916          | 1916              | wycofany w 1920                                                              |
| „Curieuse”    | Lorient          | 1916            | 1916          | 1916              | wycofany w 1926                                                              |
| „Dédaigneuse” | Bordeaux         | 1916            | 1916          | 1916              | samozatopiony 27 listopada 1942 w 1943 włoski FR 56 później niemiecki M-6020 |
| „Emporté”     | Saint-Nazaire    | 1916            | 1916          | 1916              | wycofany w 1927                                                              |
| „Espiègle”    | Rochefort        | 1916            | 1916          | 1916              | wycofany w 1920                                                              |
| „Étourdi”     | Lorient          | 1916            | 21 marca 1916 | 1916              | samozatopiony 19 czerwca 1940                                                |
| „Éveillé”     | La Seyne-sur-Mer | 1917            | 1917          | 1917              | wycofany w 1928                                                              |
| „Gracieuse”   | Lorient          | 1916            | 1916          | 1916              | wycofany w 1938                                                              |
| „Impétueuse”  | Bordeaux         | 1916            | 1917          | 1917              | wycofany w 1938                                                              |
| „Inconstant”  | Brest            | 1916            | 6 marca 1916  | 1916              | wycofany w 1933                                                              |
| „Malicieuse”  | Port-de-Bouc     | 1916            | 1916          | 1916              | wycofany w 1939                                                              |
| „Moqueuse”    | Lorient          | 1916            | 1916          | 1916              | zniszczony w 1923                                                            |
| „Railleuse”   | Port-de-Bouc     | 1916            | 1916          | 1916              | wycofany 1 marca 1920                                                        |
| „Sans Souci”  | Lorient          | 1 grudnia 1915  | 1916          | 1916              | wycofany w 1936                                                              |
| „Tapageuse”   | Port-de-Bouc     | 1916            | 1917          | 1917              | złomowany w 1944                                                             |

## Dane taktyczno-techniczne
Okręty były kanonierkami przeznaczonymi do zwalczania okrętów podwodnych. Długość całkowita kadłuba wynosiła 60,2 metra, szerokość 7,2 metra i zanurzenie 2,9 metra. Wyporność normalna wynosiła od 266 („Agile”, „Ardent”, „Emporté”, „Espiègle”, „Étourdi”, „Éveillé”, „Inconstant” i „Sans Souci”) do 310 ton (pozostałe), a pełna między 400 a 410 ton . Okręty napędzane były przez jedną („Agile”, „Ardent”, „Emporté”, „Espiègle”, „Étourdi”, „Éveillé”, „Inconstant” i „Sans Souci”) lub dwie pionowe (pozostałe) maszyny parowe potrójnego rozprężania o łącznej mocy od 1200 do 2200 KM, poruszające odpowiednio jedną bądź dwiema śrubami. Parę dostarczały dwa opalane węglem kotły systemu du Temple lub Normand . Maksymalna prędkość okrętów wynosiła od 14 do 17 węzłów. Okręty zabierały 85 ton paliwa, co pozwalało osiągnąć zasięg wynoszący 2000 Mm przy prędkości 10 węzłów .
Uzbrojenie kanonierek składało się z dwóch pojedynczych dział kalibru 145 mm M1910 L/45 („Ardent”, „Étourdi” i „Sans Souci”) lub 100 mm M1897 L/45 (pozostałe) i dwóch zrzutni bomb głębinowych .
Załoga pojedynczego okrętu liczyła 55 oficerów, podoficerów i marynarzy.

## Służba
Jednostki typu Aredent zostały wcielone do służby w Marine nationale w latach 1916–1917 . Okręty służyły podczas I wojny światowej na wodach Oceanu Atlantyckiego i na Morzu Śródziemnym. Między 1918 a 1920 rokiem kanonierki przebudowano na trałowce, dodając do ich wyposażenia trały mechaniczne . Większość okrętów została wycofana ze służby w okresie międzywojennym . Do wybuchu II wojny światowej dotrwały cztery jednostki, z których najdłużej w służbie (do 1944 roku) został „Tapageuse”, który w listopadzie 1942 roku został przejęty przez Wolnych Francuzów .